# 博多南線

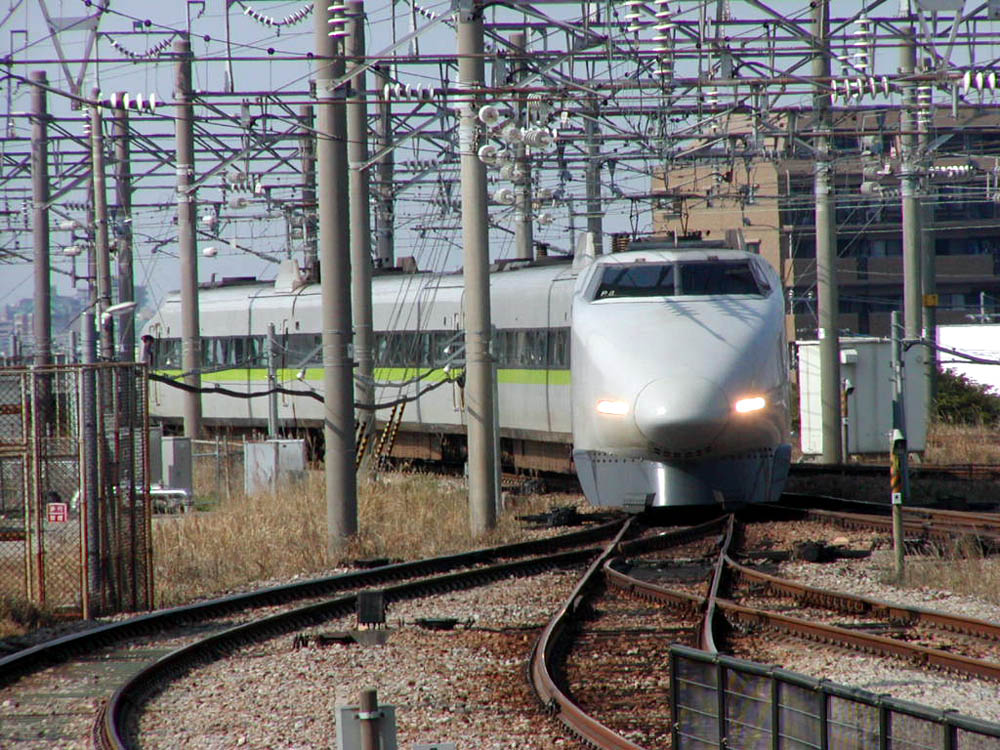
曾經行駛於博多南線上、已退出營運的新幹線100系（2006年3月26日攝）

博多南線（日语：／ Hakata minami sen */?）是西日本旅客鐵道（JR西日本）旗下一條位於日本九州福岡縣，連結福岡市博多車站與春日市博多南車站、長度僅有8.5公里的鐵路路線。博多南線原本並不是運輸旅客用途的一般路線，而是山陽新幹線的列車抵達終點站的博多之後，要回送至博多綜合車輛所時所使用的接駁路線。由於車輛所附近的地區在長年的發展之下逐漸變成人口眾多的住宅區，卻又缺乏有效的大眾運輸路線連結福岡市區，因此經過當地居民的爭取，在1990年時，JR西日本特別在該線上以新幹線車輛作為通勤列車使用（屬福岡近郊區間的一部份）。雖然所使用的車輛是新幹線列車，但在路線分類上，博多南線其實被列為在來線路線。

## 簡介
博多南線雖然被劃分為在來線等級，但因為實際上的硬體設備包含車輛與鐵路線，全都是使用新幹線等級的配置，因此所有行駛於博多南線上的列車都被規劃為全禁煙自由席特急列車，票價上除了標準運費之外尚須加上特定特急料金（以成人全票而言，博多 - 博多南之間原票價200日圓，加上100日圓特急料金而成為300日圓的價格）。車等上，博多南線上行駛的列車等級等同山陽新幹線上的回聲號（こだま），但因路線本身屬在來線，因此被分類為特急列車，也是整個JR集團之中，唯一一輛沒有列車暱稱命名的特急，在博多車站內的發車班次顯示板上，只會以「623A號」這般的列車編號來標示這些行駛於博多南線上的特急列車；當中，三位數字的車次，乃是與始發/終到博多站的新幹線班次套跑，而四位數字車次則只在博多南線行走（全部車次均加上A字，以作區別）。
由於是在來線特急列車的編制，因此雖然是新幹線的車輛，但運行時的最高車速仍被限制在120公里/小時的程度而已。除了早晨往博多站及傍晚往博多南站通勤時段班次較多，其他時段為一小時僅對開各一班列車。
博多南線雖然位於九州，但為JR西日本所屬的路線，因此不能持JR九州鐵路周遊券搭乘。
另外，由於線路設計問題，九州新幹線所有來往博多站的列車都必須經過博多南線，列車在該段區間的速度亦被限制至120km/h。

## 路線資料
- 管轄（事業類別）：西日本旅客鐵道（第一種鐵道事業者）
- 路線距離（營業距離）：8.5公里
- 軌距：1,435毫米（標準軌）
- 站數：2個（包括起點站）
  - 屬於博多南線的車站只限博多南站。博多站作為在來線屬於鹿兒島本線，作為JR西日本的車站也是山陽新幹線的車站[2]。
- 複線路段：全線（但是博多南站面向月台的軌道只有1線）
- 電氣化路段：全線（交流電25,000 V、60 Hz、高架電纜）
- 最高速度：120公里/小時
- 閉塞方式：車內信號閉塞式
- 保安裝置：ATC-NS、車內信號式
- 運轉指令所（日语：運転指令所）：新幹線綜合指令所（日语：新幹線総合指令所）

全線由本社鐵道本部新幹線鐵道事業本部管轄，車站的管理則由其下部組織福岡支社負責。

## 車輛與編組
由於博多南站的月台較其他新幹線月台為短，因此列車只能以8輛編組行走。
- 500系：8輛編組（V編組）
- 700系：8輛編組（E編組）
- N700系：8輛編組（S編組、R編組）

博多南線上所使用的列車全面皆採全列車禁煙自由席的配置。N700系8輛編組投入服務後，6號車廂設有綠色車廂（商務艙）指定席配置，乘客需繳付綠車乘車券，費用是1240日圓。

## 過去使用車輛
- 0系：6輛編組（R編組），已於2008年11月30日退出定期營運。
- 100系：分為兩種編組版本，其中4輛編組（P編組）於2011年3月11日退出定期營運。6輛編組（K編組）則是在2012年3月16日退出定期營運。

## 車站列表
- ：特定都區市內「福岡市內」車站
- 兩站都位於福岡縣

| 中文站名 | 日文站名 | 英文站名 | 營業距離 | 接續路線 | 所在地       |
| -------- | -------- | -------- | -------- | --- | ------------ |
| 博多     |          |          | 0.0      | 西日本旅客鐵道： 山陽新幹線 九州旅客鐵道： 九州新幹線、 鹿兒島本線、 福北豐線 福岡市交通局： 機場線（K11）、 七隈線（N18） | 福岡市博多區 |
| 博多南   |          |          | 8.5      | | 春日市       |

## 其他
在JR集團中，也存在有另一個狀況類似博多南線、以新幹線的設備作為在來線運用的例子——自東日本旅客鐵道（JR東日本）上越新幹線分歧而出、越後湯澤至Gala湯澤間的上越線支線。不過與博多南線終年保持運行服務的狀況不同的是，上越支線上所行駛的特殊新幹線列車只有限定在冬季的雪季時運行，作為載運旅客至滑雪場度假的冬季度假列車用途。